# Gazeta de Lisboa
A Gazeta de Lisboa foi o principal periódico de informação política portuguesa entre 1715 e 1820, tendo algumas das características de um jornal oficial.

## Antecedentes
Já no século XVII tinham existido publicações periódicas com o título "Gazeta", sendo o exemplo mais importante o das Gazetas publicadas entre 1641 e 1647 com privilégio atribuído a Manuel de Galhegos. São também conhecidas como "Gazetas da Restauração", tendo funcionado como uma arma de propaganda durante as guerras com Castela após a aclamação de D. João IV.

## História
A Gazeta de Lisboa começou a publicar-se no ano de 1715, durante o reinado de D. João V.
Apesar de ser habitualmente citada como o primeiro jornal oficial português, não tinha no seu início como vocação publicar diplomas régios. As notícias da Corte ocupavam um espaço reduzido, como era aliás próprio das suas congéneres europeias, que eram a principal fonte das notícias internacionais da gazeta portuguesa. Era traduzida e escrita por José Freire Monterroio Mascarenhas, que foi redator do jornal até à sua morte, em 1760, e administrada por um impressor lisboeta, António Correia de Lemos. Entre 1752 e 1760 o administrador foi Monterroio Mascarenhas.
No dia 10 de agosto de 1715, o jornal publicava o seu primeiro número com a denominação de "Notícias do Estado do Mundo".
Em 17 de agosto de 1715, o número dois aparecia já com o título de "Gazeta de Lisboa", que manteve até 30 de dezembro de 1717.
No ano de 1718, no dia 6 de janeiro, o título passou para "Gazeta de Lisboa Ocidental", até 31 de agosto de 1741.
Em 7 de setembro de 1741, retomou o título de "Gazeta de Lisboa", que vai perdurar até 31 de janeiro de 1760. Durante este período, das muitas notícias que foram sendo publicadas, destaca-se a descrição do terramoto de 1755 que devastou Lisboa bem como uma grande parte do Algarve. A concisão das notícias sobre os efeitos do sismo em Lisboa contrasta com o que o periódico publica sobre outras partes: Algarve, Marrocos, Espanha e outras regiões europeias. Na verdade, a própria tipografia em que o periódico era impresso na altura, situada em plena baixa pombalina, na rua Nova dos Ferros, foi destruída pelo terramoto, obrigando à interrupção da publicação durante várias semanas. 
Em 22 de julho de 1760, o título mudou para "Lisboa", sendo seu redator o poeta Pedro António Correia Garção. Este título vai manter-se até 15 de Junho de 1762.
Por ordem do Ministro Sebastião José de Carvalho e Melo, futuro Marquês de Pombal, o jornal esteve suspenso de junho de 1762 a agosto de 1778. Não se sabendo a causa imediata e concreta desta suspensão, todos os estudiosos da matéria invocam o desagrado do ministro com alguns artigos menos favoráveis à sua governação. O facto é que o jornal não voltou a publicar-se durante o reinado de D. José.
No início do reinado de D. Maria I, no dia 4 de agosto de 1778, a "Gazeta de Lisboa" reapareceu, conservando este título até 30 de dezembro de 1820. Foi seu redator inicial Félix António Castrioto.
Como aspecto relevante, refira-se que, no tempo das invasões francesas, era o Intendente Geral da Polícia, Pierre Lagarde, quem dirigia a "Gazeta", ditando em francês os artigos que eram depois traduzidos por oficiais portugueses às suas ordens. Foi ele igualmente quem mandou substituir as armas reais portuguesas no cabeçalho do jornal pela águia imperial francesa.
No ano de 1820, no início do governo liberal, entre os dias 16 de setembro e 30 de dezembro, publicaram-se simultaneamente a "Gazeta de Lisboa" e o "Diário do Governo".
O "Diário do Governo" publicou-se de 16 de setembro de 1820 a 10 de fevereiro de 1821. A 12 de fevereiro de 1821, o jornal passou a "Diário da Regência", título que se manteve apenas até 4 de Julho do mesmo ano, dia do desembarque em Lisboa de D. João VI.
Em 5 de julho de 1821, foi retomado o título de "Diário do Governo" até 4 de maio de 1823.
Tendo sido derrubada a Constituição de 1822 pelo movimento que levou ao poder D. Miguel, o título do jornal oficial mudou de novo, passando a denominar-se, a partir do dia 5 de junho de 1823, "Gazeta de Lisboa".
Este título irá permanecer durante a década de governação miguelista, com vários redatores, até 24 de julho de 1833, sendo sucedido, em 25 de julho de 1833, pela Crónica Constitucional de Lisboa. Não retornou.